# Polynoe longa
Polynoe longa är en ringmaskart som beskrevs av François Louis Nompar de Caumont de Laporte 1842. Polynoe longa ingår i släktet Polynoe och familjen Polynoidae. Inga underarter finns listade i Catalogue of Life.